# Pteroeides flexuosum
Pteroeides flexuosum är en korallart som beskrevs av Tixier-Durivault 1966. Pteroeides flexuosum ingår i släktet Pteroeides och familjen Pennatulidae. Inga underarter finns listade i Catalogue of Life.